# Seboroični dermatitis
Seboroični dermatitis, znan tudi kot seboroični ekcem ali preprosto kot seboreja, je kronična, recidivna (ponavljajoča se) in običajno blaga oblika dermatitisa. Pri dojenčkih se seboroični dermatitis pogosto imenuje temenice. Prhljaj je vrsta seboroičnega dermatitisa, pri čemer vnetje ni prisotno. Seboroični dermatitis je kožna motnja, ki prizadene lasišče, obraz in trup. Značilno je, da se seboroični dermatitis pojavlja kot luskasta, kosmičasta, srbeča in pordela koža. To še posebej vpliva na predele kože, bogate z žlezami lojnicami. Pri mladostnikih in odraslih se seboroični dermatitis običajno pojavlja kot luščenje lasišča ali kot rdečica na nazolabialnih gubah.
Proti tej bolezni sta učinkoviti predvsem topični protiglivični zdravilni učinkovini ketokonazol in ciklopiroks. Zaenkrat še ni jasno, ali so drugi enako učinkoviti, saj to še ni bilo raziskano.

## Bolezenski znaki in simptomi
Bolezenski znaki seboroičnega dermatitisa se pojavijo postopoma in običajno sta prvi znak luskasta koža in lasišče. Znaki se najpogosteje pojavijo kjerkoli na koži obraza, za ušesi in na območjih, kjer se koža guba. Kosmiči so lahko rumeni, beli ali sivi. Pordelost in luščenje se lahko pojavita tudi na koži v bližini trepalnic, na čelu, okoli nosa, prsi in na zgornjem delu hrbta.
V hujših primerih se pojavijo mozolji od rumene do rdeče barve, in sicer vzdolž lasišča, za ušesi, v sluhovodu, na obrveh, na nosnem mostu, okoli nosa, na prsih in na zgornji strani hrbta.
Pogosto imajo bolniki blago rdečico, luskaste poškodbe na koži in v nekaterih primerih izgubo las. Drugi bolezenski znaki vključujejo neenotno luščenje ali debelo skorjasto kožo na lasišču, rdečo in mastno kožo, prekrito z belimi kosmiči ali rumenimi luskami, srbenje, občutljivost in rumene ali bele luske, ki se lahko prijemljejo na lase.
Seboroični dermatitis se lahko pojavi pri dojenčkih, mlajših od treh mescev, kar povzroča debelo, mastno in rumeno skorjo okoli las in lasišča. Srbenje pri otrocih ni pogosto. Pogosto lasiščne izpuščaje spremljajo še izpuščaji na predelih kože, ki so pod plenico. Po navadi se pri dojenčkih stanje pozdravi v nekaj dneh in brez potrebnega zdravljenja.
Pri odraslih lahko znaki seboroičnega dermatitisa trajajo od nekaj tednov do nekaj let. Mnogi bolniki poročajo o izmenjajočih vnetnih obdobjih. K specialistu je treba, ko se samopomoč izkaže za neuspešno.